# Stewartia medogensis
Stewartia medogensis är en tvåhjärtbladig växtart som beskrevs av J. Li och Ming. Stewartia medogensis ingår i släktet Stewartia och familjen Theaceae. Inga underarter finns listade i Catalogue of Life.